# Kem Rocky road
Kem Đường Đá (tiếng Anh là Rocky road ice cream) là một loại kem có hương vị sô cô la. Mặc dù có các biến thể từ hương vị ban đầu, nhưng theo truyền thống, nó bao gồm kem sô cô la, các loại hạt, và kẹo dẻo nguyên hạt hoặc hạt lựu. Theo một nguồn tin, hương vị được tạo ra vào tháng 3 năm 1929 bởi William Dreyer ở Oakland, California khi ông cắt quả óc chó và kẹo dẻo bằng kéo cắt của vợ và thêm chúng vào kem sô cô la của mình theo cách giống như bạn ông là ông Joseph Edy kết hợp quả óc chó và miếng kẹo dẻo. Sau đó, quả óc chó sẽ được thay thế bằng những miếng hạnh nhân nướng. Sau vụ sụp đổ ở Phố Wall năm 1929, Dreyer và Edy đã cho hương vị này tên hiện tại của nó: "để mang đến cho mọi người một nụ cười về cuộc đại khủng hoảng." Ngoài ra, Fentons Creamery ở Oakland tuyên bố rằng William Dreyer với công thức của mình dựa trên hương vị kem theo phong cách Rocky Road được phát minh bởi người bạn của ông, George Farren, người đã pha trộn thanh kẹo theo phong cách Rocky Road của riêng mình vào kem. Tuy nhiên, Dreyer đã thay thế hạnh nhân cho quả óc chó.
Kem Đường Đá ban đầu sử dụng kem sô cô la không có mảnh sô cô la nhỏ.

## Liên kết
- Recipe